# Championnat de France féminin de handball 2011-2012
Navigation
Division 1F 2010-2011 Division 1F 2012-2013
Le championnat de France féminin de handball 2011-2012 est la soixantième édition de cette compétition, le plus haut niveau du championnat de France de ce sport. Dix clubs participent à cette édition de la compétition.
À l'issue de la saison régulière où Issy Paris Hand termine en tête, Arvor 29-Pays de Brest remporte les Playoff et est sacré champion de France 2012.
Toutefois, l'Arvor 29-Pays de Brest apprend à l'avant-veille de la finale retour qu'il est purement et simplement rétrogradé en Division 2. Malgré un appel auprès de la FFHB puis du CNOSF, la décision est confirmée et le club est rétrogradé et sauve par la même occasion l'ES Besançon.

## Clubs du championnat
| \| Arvor Besançon Dijon Fleury Issy Le Havre Metz Mios-Biganos Nîmes Toulon \| Localisation des clubs engagés dans le championnat. En rouge, le champion. |
| Arvor Besançon Dijon Fleury Issy Le Havre Metz Mios-Biganos Nîmes Toulon                                                                                  |

Légende des couleurs
- Championne de France et qualifié pour la Ligue des champions 2011-2012
- Qualifié pour la Coupe d'Europe des vainqueurs de coupe 2011-2012
- Qualifié pour la Coupe EHF 2011-2012
- Qualifié pour la Coupe Challenge 2011-2012

| Club                   | 2010-2011 | Entraîneur          | Entraîneur | Salles                                                 | Capacité |
| ---------------------- | --------- | ------------------- | ---------- | ------------------------------------------------------ | -------- |
| Metz Handball          | 1er       | Sébastien Gardillou |            | Palais omnisports Les Arènes                           | 5000     |
| Arvor 29-Pays de Brest | 2e        | Laurent Bezeau      |            | Espace Kerjézéquel                                     | 1000     |
| Toulon Saint-Cyr HB    | 3e        | Thierry Vincent     |            | Gymnase de Vert Coteau Palais des sports Jauréguiberry | 600 4350 |
| HBC Nîmes              | 4e        | Manuela Ilie        | /          | Le Parnasse                                            | 4191     |
| Mios-Biganos           | 5e        | Emmanuel Mayonnade  |            | La Verrerie                                            | 400      |
| Le Havre AC Handball   | 6e        | Frédéric Bougeant   |            | Docks Océane                                           | 3600     |
| CJF Fleury-Les-Aubrais | 7e        | Christophe Maréchal |            | Salle Albert Auger Palais des sports d'Orléans         | 800 2500 |
| Issy Paris Hand        | 8e        | Arnaud Gandais      |            | Salle Robert Charpentier                               | 1500     |
| Cercle Dijon Bourgogne | 9e        | Elena Groposila     | /          | Palais des sports Jean-Michel-Geoffroy                 | 5000     |
| ES Besançon            | 10e       | Florence Sauval     |            | Palais des sports de Besançon                          | 3380     |

Remarques : 
- Noisy-le-Grand handball, vainqueur du championnat de France de 2e division n'a pas pu accéder à la Ligue Féminine de Handball par manque de moyens financiers
- Arvor 29-Pays de Brest, pourtant 2e de la saison précédente, est privé de coupe d'Europe pour avoir présenté un budget déséquilibré en fin de saison[4]

## La saison

### Saison régulière
Au terme des 18 rencontres aller-retour, une phase de Playoff opposant les 6 premières équipes désignera le champion de France 2012 et une phase de Playdown opposant les 4 dernières équipes désignera le club relégué en Division 2. Toutes les rencontres se disputeront par matchs aller retour.

#### Classement
|    | Équipe                     | Pts | J  | G  | N | P  | Bp  | Bc  | Diff |
| -- | -------------------------- | --- | -- | -- | - | -- | --- | --- | ---- |
| 1  | Issy Paris Hand            | 46  | 18 | 14 | 0 | 4  | 500 | 438 | 62   |
| 2  | Metz Handball (T)          | 46  | 18 | 14 | 0 | 4  | 504 | 423 | 81   |
| 3  | Arvor 29-Pays de Brest (L) | 45  | 18 | 13 | 1 | 4  | 534 | 468 | 66   |
| 4  | Le Havre                   | 43  | 18 | 12 | 1 | 5  | 490 | 441 | 49   |
| 5  | Toulon Saint-Cyr VHB (C)   | 37  | 18 | 8  | 3 | 7  | 513 | 485 | 28   |
| 6  | Mios-Biganos               | 36  | 18 | 8  | 2 | 8  | 516 | 536 | -20  |
| 7  | HBC Nîmes                  | 30  | 18 | 6  | 0 | 12 | 491 | 523 | -32  |
| 8  | CJF Fleury-Les-Aubrais     | 30  | 18 | 6  | 0 | 12 | 522 | 555 | -33  |
| 9  | Cercle Dijon Bourgogne     | 24  | 18 | 2  | 2 | 14 | 413 | 549 | -136 |
| 10 | ES Besançon                | 23  | 18 | 1  | 3 | 14 | 430 | 495 | -65  |

|     | Qualification directe pour les demi-finales des playoffs |
|     | Qualification en playoffs                                |
|     | Playdowns                                                |
| (T) | Tenant du titre 2011                                     |
| (C) | Vainqueur Coupe de France                                |
| (L) | Vainqueur de la Coupe de la Ligue                        |

#### Résultats
| Résultats (dom.\ext.)                                      | ARV   | BES   | DIJ   | FLE   | ISS   | LEH   | MET   | MIO   | NÎM   | TSC   |
| Arvor 29-Pays de Brest                                     |       | 33-32 | 40-20 | 28-25 | 25-19 | 24-23 | 34-26 | 34-28 | 37-31 | 28-21 |
| ES Besançon                                                | 22-23 |       | 20-20 | 28-30 | 20-27 | 18-26 | 25-36 | 25-28 | 26-28 | 25-25 |
| Cercle Dijon Bourgogne                                     | 21-33 | 23-19 |       | 27-30 | 20-26 | 21-27 | 20-33 | 29-26 | 23-28 | 26-26 |
| CJF Fleury-Les-Aubrais                                     | 30-33 | 33-27 | 36-30 |       | 28-35 | 21-28 | 25-20 | 33-41 | 32-33 | 25-34 |
| Issy Paris Hand                                            | 30-25 | 27-22 | 31-19 | 33-32 |       | 28-25 | 24-19 | 30-26 | 31-24 | 27-26 |
| Le Havre AC Handball                                       | 29-28 | 33-22 | 35-23 | 31-28 | 23-20 |       | 28-25 | 29-29 | 25-23 | 29-23 |
| Metz Handball                                              | 28-25 | 24-21 | 37-17 | 33-25 | 24-20 | 29-21 |       | 28-23 | 29-17 | 30-27 |
| Mios-Biganos                                               | 27-24 | 23-23 | 36-30 | 30-29 | 20-38 | 31-23 | 21-29 |       | 36-28 | 26-35 |
| HBC Nîmes                                                  | 29-33 | 25-26 | 27-22 | 32-33 | 31-32 | 19-27 | 24-25 | 39-33 |       | 27-28 |
| Toulon Saint-Cyr                                           | 27-27 | 31-29 | 39-22 | 32-27 | 29-22 | 29-28 | 26-29 | 30-32 | 25-26 |       |
| - Victoire à domicile - Match nul - Victoire à l'extérieur |       |       |       |       |       |       |       |       |       |       |

#### Évolution du classement
| Club                   | 1  | 2  | 3  | 4  | 5  | 6  | 7  | 8  | 9  | 10 | 11 | 12 | 13 | 14 | 15 | 16 | 17 | 18 |
| ---------------------- | -- | -- | -- | -- | -- | -- | -- | -- | -- | -- | -- | -- | -- | -- | -- | -- | -- | -- |
| Arvor 29-Pays de Brest | 5  | 3  | 1  | 2  | 2  | 2  | 1  | 1  | 1  | 3  | 2  | -  | -  | -  | -  | -  | -  | -  |
| ES Besançon            | 8  | 8  | 9  | 8  | 9  | 9  | 9  | 9  | 9  | 9  | 9  | -  | -  | -  | -  | -  | -  | -  |
| Cercle Dijon B.        | 7  | 10 | 10 | 10 | 10 | 10 | 10 | 10 | 10 | 10 | 10 | -  | -  | -  | -  | -  | -  | -  |
| CJF Fleury-Les-Aubrais | 9  | 9  | 8  | 9  | 8  | 7  | 7  | 8  | 8  | 8  | 8  | -  | -  | -  | -  | -  | -  | -  |
| Issy Paris Hand        | 4  | 7  | 5  | 5  | 4  | 3  | 3  | 3  | 3  | 1  | 1  | -  | -  | -  | -  | -  | -  | -  |
| Le Havre AC Handball   | 6  | 4  | 4  | 3  | 3  | 4  | 4  | 4  | 4  | 2  | 4  | -  | -  | -  | -  | -  | -  | -  |
| Metz Handball          | 2  | 1  | 2  | 1  | 1  | 1  | 1  | 2  | 2  | 4  | 3  | -  | -  | -  | -  | -  | -  | -  |
| Mios-Biganos           | 10 | 6  | 7  | 7  | 7  | 8  | 8  | 7  | 7  | 7  | 7  | -  | -  | -  | -  | -  | -  | -  |
| HBC Nîmes              | 3  | 2  | 3  | 4  | 5  | 5  | 6  | 6  | 6  | 6  | 6  | -  | -  | -  | -  | -  | -  | -  |
| Toulon Saint-Cyr       | 1  | 5  | 6  | 6  | 6  | 6  | 5  | 5  | 5  | 5  | 5  | -  | -  | -  | -  | -  | -  | -  |

### Playoffs
|  | Quarts de finale | Quarts de finale       | Quarts de finale | Quarts de finale       |                               |                               | Demi-finales                  | Demi-finales                  | Demi-finales   | Demi-finales   |             |                  | Finale      | Finale      | Finale      | Finale      |
|  |                  |                        |                  |                        |                               |                               |                               |                               |                |                |             |                  |             |             |             |             |
|  |                  |                        |                  |                        |                               |                               | 21 et 29 avril                | 21 et 29 avril                | 21 et 29 avril | 21 et 29 avril |             |                  | 5 et 13 mai | 5 et 13 mai | 5 et 13 mai | 5 et 13 mai |
|  |                  |                        |                  |                        |                               |                               | 21 et 29 avril                | 21 et 29 avril                | 21 et 29 avril | 21 et 29 avril |             |                  | 5 et 13 mai | 5 et 13 mai | 5 et 13 mai | 5 et 13 mai |
|  |                  |                        |                  |                        |                               |                               | 21 et 29 avril                | 21 et 29 avril                | 21 et 29 avril | 21 et 29 avril |             |                  | 5 et 13 mai | 5 et 13 mai | 5 et 13 mai | 5 et 13 mai |
|  |                  |                        |                  |                        |                               |                               | 21 et 29 avril                | 21 et 29 avril                | 21 et 29 avril | 21 et 29 avril |             |                  | 5 et 13 mai | 5 et 13 mai | 5 et 13 mai | 5 et 13 mai |
|  |                  |                        |                  |                        |                               |                               | 21 et 29 avril                | 21 et 29 avril                | 21 et 29 avril | 21 et 29 avril |             |                  | 5 et 13 mai | 5 et 13 mai | 5 et 13 mai | 5 et 13 mai |
|  | 1er              | Issy Paris Hand        | 26               | 31                     |                               |                               |                               |                               |                |                |             |                  | 5 et 13 mai | 5 et 13 mai | 5 et 13 mai | 5 et 13 mai |
|  | 1er              | Issy Paris Hand        | 26               | 31                     | 14 et 17 mars                 |                               |                               |                               |                |                |             |                  | 5 et 13 mai | 5 et 13 mai | 5 et 13 mai | 5 et 13 mai |
|  |                  |                        | 5e               | Toulon-Saint-Cyr       | 22                            | 25                            |                               |                               |                |                |             |                  | 5 et 13 mai | 5 et 13 mai | 5 et 13 mai | 5 et 13 mai |
|  | 5e               | Toulon-Saint-Cyr       | 5e               | Toulon-Saint-Cyr       | 22                            | 25                            | 27                            | 25                            |                |                |             |                  | 5 et 13 mai | 5 et 13 mai | 5 et 13 mai | 5 et 13 mai |
|  | 5e               | Toulon-Saint-Cyr       | 21 et 28 avril   |                        |                               |                               | 27                            | 25                            |                |                |             |                  | 5 et 13 mai | 5 et 13 mai | 5 et 13 mai | 5 et 13 mai |
|  | 4e               | Le Havre AC            | 18               | 25                     |                               |                               |                               |                               |                |                |             |                  | 5 et 13 mai | 5 et 13 mai | 5 et 13 mai | 5 et 13 mai |
|  | 4e               | Le Havre AC            | 18               | 25                     | 1er                           | Issy Paris Hand               | 16                            | 25                            |                |                |             |                  |             |             |             |             |
|  |                  |                        |                  |                        | 1er                           | Issy Paris Hand               | 16                            | 25                            |                |                |             |                  |             |             |             |             |
|  |                  |                        | 3e               | Arvor 29-Pays de Brest | 23                            | 28                            |                               |                               |                |                |             |                  |             |             |             |             |
|  |                  |                        |                  |                        | 23                            | 28                            |                               |                               |                |                |             |                  |             |             |             |             |
|  |                  |                        |                  |                        |                               |                               |                               |                               |                |                |             |                  |             |             |             |             |
|  |                  |                        |                  |                        |                               |                               |                               |                               |                |                |             |                  |             |             |             |             |
|  | 2e               | Metz Handball          | 18               | 23                     | Match pour la troisième place | Match pour la troisième place | Match pour la troisième place | Match pour la troisième place |                |                |             |                  |             |             |             |             |
|  | 2e               | Metz Handball          | 18               | 23                     | Match pour la troisième place | Match pour la troisième place | Match pour la troisième place | Match pour la troisième place | 10 et 17 mars  |                |             |                  |             |             |             |             |
|  |                  |                        | 3e               | Arvor 29-Pays de Brest | 32                            | 13                            |                               |                               | 5 et 13 mai    | 5 et 13 mai    | 5 et 13 mai | 5 et 13 mai      |             |             |             |             |
|  | 6e               | Mios-Biganos           | 3e               | Arvor 29-Pays de Brest | 32                            | 13                            | 24                            | 24                            | 5 et 13 mai    | 5 et 13 mai    | 5 et 13 mai | 5 et 13 mai      |             |             |             |             |
|  | 6e               | Mios-Biganos           |                  |                        |                               |                               |                               | 24                            |                |                | 5e          | Toulon-Saint-Cyr | 36          | 30          |             |             |
|  | 3e               | Arvor 29-Pays de Brest | 28               | 29                     |                               |                               |                               |                               |                |                | 5e          | Toulon-Saint-Cyr | 36          | 30          |             |             |
|  | 3e               | Arvor 29-Pays de Brest | 28               | 29                     | 2e                            | Metz Handball                 | 33                            | 39                            |                |                |             |                  |             |             |             |             |
|  |                  |                        |                  |                        |                               |                               |                               |                               |                |                |             |                  |             |             |             |             |

Match pour la 5e place
Mios-Biganos remporte le premier match à domicile 29 à 16 le 21 avril 2012 tandis que le match retour au Havre s'est soldé par un match 24-24 : Mios-Biganos termine ainsi à la 5e place et  Le Havre AC à la 6e place.

### Playdowns
L'équipe classée dernière à l'issue des playdowns sera reléguée en Division 2.
Classement
|   | Équipe                 | Pts | J | G | N | P | Bp  | Bc  | Diff |
| - | ---------------------- | --- | - | - | - | - | --- | --- | ---- |
| 1 | HBC Nîmes              | 17  | 6 | 3 | 1 | 2 | 163 | 161 | 2    |
| 2 | CJF Fleury-Les-Aubrais | 14  | 6 | 2 | 1 | 3 | 173 | 163 | 10   |
| 3 | Cercle Dijon Bourgogne | 13  | 6 | 2 | 1 | 3 | 138 | 160 | -22  |
| 4 | ES Besançon            | 13  | 6 | 2 | 3 | 1 | 158 | 148 | 10   |

Résultats
| Résultats (dom.\ext.)                                      | BES   | DIJ   | FLE   | NÎM   |
| ES Besançon                                                |       | 22-22 | 27-25 | 27-27 |
| Cercle Dijon Bourgogne                                     | 23-21 |       | 24-33 | 22-29 |
| Fleury-Les-Aubrais                                         | 30-30 | 25-26 |       | 34-29 |
| HBC Nîmes                                                  | 21-31 | 30-21 | 27-26 |       |
| - Victoire à domicile - Match nul - Victoire à l'extérieur |       |       |       |       |

## Classement final
| Rang | Équipe                  |
| ---- | ----------------------- |
| 1er  | Arvor 29-Pays de Brest* |
| 2e   | Issy Paris Hand         |
| 3e   | Metz                    |
| 4e   | Toulon-Saint-Cyr        |
| 5e   | Mios-Biganos            |
| 6e   | Le Havre                |
| 7e   | HBC Nîmes               |
| 8e   | CJF Fleury-Les-Aubrais  |
| 9e   | Cercle Dijon Bourgogne  |
| 10e  | ES Besançon             |

* Le club d'Arvor 29-Pays de Brest est sacré champion puis relégué administrativement en D2.

## Statistiques et récompenses

### Équipe-type
À l'issue du championnat de France, les récompenses suivantes ont été décernées à la Nuit du handball 2012 :
- Meilleure joueuse : Alexandra Lacrabère (Arvor 29-Pays de Brest)
- Meilleure gardienne : Cléopâtre Darleux (Arvor 29-Pays de Brest)
- Meilleure ailière gauche : Siraba Dembélé (Toulon Saint-Cyr Var Handball)
- Meilleure arrière gauche : Christianne Mwasesa (Toulon Saint-Cyr Var Handball)
- Meilleure demi-centre : Julija Nikolić (Arvor 29-Pays de Brest)
- Meilleure pivot : Julie Goiorani (Arvor 29-Pays de Brest)
- Meilleure arrière droite : Alexandra Lacrabère (Arvor 29-Pays de Brest)
- Meilleure ailière droite: Audrey Deroin (Toulon Saint-Cyr Var Handball)
- Meilleur entraîneur : Laurent Bezeau (Arvor 29-Pays de Brest)
- Meilleure espoir : Coralie Lassource (Issy Paris Hand)
- Meilleure joueuse en défense : Nina Kanto (Metz Handball)

### Statistiques
| Rang | Joueuse              | Club                   | Buts | Champ | Jet de 7m | Matchs | Ratio |
| ---- | -------------------- | ---------------------- | ---- | ----- | --------- | ------ | ----- |
| 1    | Alexandra Lacrabère  | Arvor 29-Pays de Brest | 125  | 94    | 31        | 18     | 6,94  |
| 2    | Nina Jeriček         | HBC Nîmes              | 99   | 75    | 24        | 17     | 5,82  |
| 3    | Biljana Filipović    | Arvor 29-Pays de Brest | 98   | 86    | 12        | 18     | 5,44  |
| 4    | Siraba Dembélé       | Toulon Saint-Cyr VHB   | 96   | 96    | 0         | 18     | 5,33  |
| 5    | Paule Baudouin       | Le Havre AC            | 95   | 76    | 19        | 17     | 5,59  |
| 6    | Jocelyne Mavoungou   | Cercle Dijon Bourgogne | 94   | 46    | 48        | 13     | 7,23  |
| 7    | Svetlana Ognjenović  | Metz Handball          | 87   | 47    | 40        | 18     | 4,83  |
| 8    | Myriam Borg-Korfanty | Mios-Biganos           | 87   | 57    | 30        | 18     | 4,83  |
| 9    | Christianne Mwasesa  | Toulon Saint-Cyr VHB   | 86   | 86    | 0         | 14     | 6,14  |
| 10   | Nely Carla Alberto   | Le Havre AC            | 80   | 71    | 9         | 18     | 4,44  |

Ce classement officiel ne tient pas compte des matchs en coupe de la Ligue, ni en coupe de France et ni en phase finale (playoffs/playdonws)
Par ailleurs, les joueuses suivantes ont les meilleures statistiques de la saison :
- Meilleure passeuse : Myriam Borg-Korfanty (Mios-Biganos) avec 33 passes (1,83 par match)
- Meilleure gardienne : Stella Joseph Mathieu (Mios-Biganos) avec 271 arrêts (36 % d'arrêt)

## Bilan de la saison
| Tableau d'honneur de la saison 2011-2012 |                        |                                                 |
| Compétition                              | Vainqueur              | Commentaire                                     |
| Championnat de France                    | Arvor 29-Pays de Brest | 1er titre                                       |
| Coupe de la Ligue                        | Arvor 29-Pays de Brest | 1re victoire                                    |
| Coupe de France                          | Toulon Saint-Cyr VHB   | 2e victoire                                     |
| Qualifications européennes 2011-2012     |                        |                                                 |
| Compétition                              | Qualifiés              | Commentaire                                     |
| Ligue des champions (C1)                 | Arvor 29-Pays de Brest | 1er du championnat                              |
| Ligue des champions (C1)                 | Issy Paris Hand        | 2e du championnat (à la place de Brest)         |
| Coupe des Coupes (C2)                    | Toulon Saint-Cyr VHB   | Vainqueur de la coupe de France                 |
| Coupe des Coupes (C2)                    | puis Issy Paris Hand   | Après son élimination de la Ligue des champions |
| Coupe de l'EHF (C3)                      | Metz Handball          | 3e du championnat                               |
| Coupe de l'EHF (C3)                      | Le Havre AC            | Vainqueur de la Coupe Challenge                 |
| Coupe Challenge (C4)                     | Mios-Biganos HB        | 5e du championnat                               |
| Coupe Challenge (C4)                     | HBC Nîmes              | 7e du championnat                               |
| Promotions et relégations                |                        |                                                 |
| Relégué en Division 2                    | Arvor 29-Pays de Brest | Relégation administrative                       |
| Promu de Division 2                      | OGC Nice               | Première accession en D1                        |